# فريمان دايسون
جون فريمان دايسون (بالإنجليزية: Freeman Dyson)‏ (15 ديسمبر 1923 - 28 فبراير2020) رياضي وفيزيائي نظري أمريكي من أصل بريطاني. اشتهر بعمله في مجال نظرية الكم وفيزياء الحالة الصلبة وعلم الفلك والهندسة النووية. هو عضو في مجلس الرعاة من نشرة علماء الذرة .
عاش دايسون في جامعة برنستون من ولاية نيو جيرسي لأكثر من خمسين عاما.

## سيرة حياته

### مسيرته المهنية في الولايات المتحدة
بناءً على نصيحة وتوصية جي. آي. تايلور، انتقل دايسون إلى الولايات المتحدة في عام 1947 ضمن برنامج زمالة تابع للكومنولث للحصول على دكتوراه في الفيزياء مع هانز بيته في جامعة كورنيل (1947-1948). تعرّف هناك على ريتشارد فاينمان. أدرك عالم الفيزياء الإنجليزي الناشئ عبقرية الأمريكي المتألق وعمل معه. ثم انتقل إلى معهد الدراسات المتقدمة (1948-1949)، قبل أن يعود إلى إنجلترا (1949-1951)، حيث كان زميلًا باحثًا في جامعة برمنغهام. في عام 1949، أوضح دايسون تكافؤ معادلتين في الكهروديناميكا الكمية (QED): مخططات ريتشارد فاينمان وطريقة المؤثر التي طورها جوليان شفينجر وشينيتشيرو توموناغا. كان دايسون أول شخص يقدّر أهمية مخططات فاينمان بعد مؤلف هذه المخططات، وكانت أطروحته التي كُتبت عام 1948 ونُشرت عام 1949 أول من استخدمها. وقال في تلك الأطروحة إن مخططات فاينمان ليست مجرد أداة حسابية ولكنها نظرية فيزيائية، وطور قواعد للرسوم البيانية حلّت بشكل كامل مشكلة الاستبدال غير المتناهي. قدمت دراسة دايسون ومحاضراته نظريات فاينمان عن الكهروديناميكا الكمية في إطار تمكن علماء الفيزياء الآخرين من فهمه، ما سهّل تقبّل المجتمع الفيزيائي لعمل فاينمان. تمكن دايسون من إقناع جيه. روبرت أوبنهايمر -على وجه الخصوص- بصحّة نظرية فاينمان الجديدة، إذ أقنعه بأنها لا تقل صحة عن نظريات شفينجر وتوموناغا. كافأ أوبنهايمر دايسون بتعيينه مدى الحياة في معهد الدراسات المتقدمة، «لإثباته خطئي»، على حدّ تعبير أوبنهايمر.
أيضًا في عام 1949، وفي سياق الأعمال ذات الصلة، اخترع دايسون سلسلة دايسون. ألهمت هذه الأطروحة جون وارد لاستخلاص متطابقة وارد تاكاهاشي الشهيرة.
التحق دايسون بالكلية في كورنيل أستاذًا في الفيزياء في عام 1951، على الرغم من عدم حصوله على الدكتوراه، وحصل على وظيفة دائمة في معهد الدراسات المتقدمة في برينستون، نيو جيرسي عام 1953، ومكث نتيجةً لذلك هناك.
عمل دايسون على مشروع أوريون من عام 1957 وحتى عام 1961، إذ اقترح المشروع إمكانية إطلاق رحلة فضائية باستخدام تقنية دفع النبضة النووية. عُرض نموذج أولي باستخدام متفجرات تقليدية، لكن معاهدة الحظر الجزئي للتجارب النووية لعام 1963 -التي شارك دايسون فيها ودعمها- سمحت فقط بتجارب الأسلحة النووية تحت الأرض، ونتيجةً لذلك تم التخلي عن المشروع.
في عام 1958، كان دايسون عضوًا في فريق التصميم التابع لإدوارد تيلر في مفاعل تريغا، وهو مفاعل نووي صغير آمن بطبيعته يُستخدم في جميع أنحاء العالم في المستشفيات والجامعات لإنتاج النظائر المشعة الطبية.
في عام 1966، ظهرت أطروحة ابتكارية من إعداد دايسون، أثبت فيها -بالتعاون مع أندرو لينارد وبشكل مستقل عن إليوت إتش. ليب ووالتر ثرينج- أن مبدأ استبعاد باولي يلعب الدور الرئيس في استقرار المادة السائبة. لذا، لا يُعدّ التنافر الكهرومغناطيسي بين الإلكترونات المدارية ذات الغلاف الخارجي مسؤولًا عن منع كتلتين خشبيتين مكدستين من الاندماج في قطعة واحدة، ولكن مبدأ الاستبعاد المطبق على الإلكترونات والبروتونات هو الذي يولد القوة العمودية العيانية الكلاسيكية. في فيزياء المواد المكثفة، حلل دايسون أيضًا الطور الانتقالي لنموذج إيزينج في بُعد واحد ضمن الموجات اللفّية.
قدّم دايسون أعماله أيضًا في مجموعة متنوعة من المواضيع الرياضية، مثل الطوبولوجيا والتحليل ونظرية الأعداد والمصفوفات العشوائية. زار هيو لويل مونتغومري أحد علماء نظرية الأعداد معهد الدراسات المتقدمة في عام 1973، وكان قد توصل للتو إلى حدسية الارتباط الثنائي فيما يتعلق بتوزيع أصفار دالة زيتا لريمان. عرض مونتغومري معادلته على العالِم الرياضي أتل سيلبرغ، الذي رأى فيها مسألةً مرتبطةً بالفيزياء الرياضية واقترح على مونتغومري أن يعرضها على دايسون، وهذا ما فعله. اعترف دايسون بالمعادلة كدالة الارتباط الزوجي في التجمع الوحدوي الغاوسي، الذي درسه الفيزيائيون على نطاق واسع. هذا يشير إلى احتمالية وجود اتصال غير متوقع بين توزيع الأعداد الأولية (2، 3، 5، 7، 11...) ومستويات الطاقة في نوى العناصر الثقيلة مثل اليورانيوم.
عمل دايسون نحو عام 1979 مع معهد تحليل الطاقة في الدراسات المناخية. اعتُبرت هذه المجموعة -تحت إشراف ألفين واينبرغ- رائدةً في تقديم دراسات مناخية متعددة التخصصات، إذ ضمّت مجموعةً ضليعةً في البيولوجيا. خلال سبعينيات القرن الماضي أيضًا، عمل دايسون على دراسات المناخ التي أجرتها مجموعة جاسون الاستشارية المعنية بالشؤون الدفاعية.
تقاعد دايسون من معهد الدراسات المتقدمة في عام 1994. انضم في عام 1998 إلى مجلس إدارة صندوق الطاقة الشمسية الكهربائية. شغل اعتبارًا من عام 2003 منصب رئيس معهد دراسات الفضاء، وهي منظمة للأبحاث الفضائية أسسها جيرارد كي. أونيل، وكان عضوا في مجلس أمنائها اعتبارًا من عام 2013. يُعتبر دايسون عضوًا قديمًا في مجموعة جاسون.
فاز دايسون بالعديد من الجوائز العلمية، لكنه لم يحصل على جائزة نوبل. قال ستيفن واينبرج الحاصل على جائزة نوبل في الفيزياء إن لجنة نوبل قد «خدعت» دايسون، وعلّق دايسون نفسه في عام 2009 قائلًا: «أعتقد أنه من الصحيح تقريبًا دون استثناء في حال رغبتك بالفوز بجائزة نوبل، يجب أن تحافظ على فترة اهتمام طويلة، احصل لنفسك على إحدى المشاكل العميقة الهامة ولازمها مدة عشر سنوات. لم يكن ذلك أسلوبي». يُعدّ دايسون من المساهمين المنتظمين في مجلة نيويورك ريفيو أوف بوكس.
في عام 2012، نشر دايسون (مع ويليام إتش. بريس) نتيجة أساسية جديدة حول معضلة السجينين ضمن أعمال الأكاديمية الوطنية للعلوم في الولايات المتحدة.

## الشخصية
كان والد دايسون (سير جورج دايسون) ملحنا إنجليزيا ووالدته عاملة اجتماعية. يقول عنه صديقه، والمؤلف وطبيب الأعصاب أوليفر ساكس: «الكلمة المفضلة لفريمان عن الاشتغال بالعلم والإبداع هو 'التخريبية'. إنه يشعر أنه من المهم ليس فقط أن لا تكون تقليديا، ولكن أن تكون  تخريبيا، وهذا ما فعله طوال حياته».
على الرغم من حصول دايسون على جوائز علمية عديدة، إلا أنه لم يفز بجائزة نوبل، والذي حدى بستيفن واينبرج الحائز على جائزة نوبل في الفيزياء للقول بأن لجنة نوبل قد «جزّت» دايسون. وقال دايسون «اعتقد انه، من صحيح ودون استثناء تقريبا، إذا كنت تريد أن تفوز بجائزة نوبل للسلام، فينبغي أن يكون لديك فترة طويلة من التركيز على بعض المسائل العميقة والهامة والبقاء معها لمدة 10 عاما. لم يكن هذا أسلوبي».
كان دايسون باحثا في كلية وينشستر الشهيرة من 1936 إلى 1941. بعد أن ترك وينشستر التحق بقسم بحوث العمليات في قيادة سلاح الجو الملكي البريطاني، حيث بقي إلى نهاية الحرب العالمية الثانية. بعد الحرب، حصل على درجة البكالوريوس في الرياضيات من جامعة كامبردج (1945)، ثم حصل على الزمالة من كلية ترينيتي في كامبريدج 1946-1949. في عام 1947 انتقل إلى الولايات المتحدة، عبر زمالة في جامعة كورنيل، وانضم من ثم هناك إلى هيئة التدريس كأستاذ فيزياء في عام 1951 من دون دكتوراه. في عام 1953، تولى وظيفة في معهد الدراسات المتقدمة في برنستون، نيو جيرسي. وفي عام 1957، منح الجنسية الأمريكية. فريمان دايسون مسيحي غير طائفي وكان يعتقد أن العلم والعلوم متوازيان مع الدين.

## الأعمال
عرف دايسون بإثباته لتعادل صياغات نظرية كهروديناميكا كمية في عام 1949. (مخططات فاينمانمن ناحية وصياغة المؤثرات لجوليان شفينجر وشينيتشيرو توموناغا ناحية أخرى. وكان دايسون أول شخص (إلى جانب ريتشارد فاينمان) في تقدير قوة مخططات فاينمان. وهو صاحب مقالة كتبت في 1948 كانت الأولى التي تستخدم فيها مخططات فاينمان. وقال في تلك المقالة أن مخططات فاينمان لم تكن مجرد أداة حسابية، ولكن نظرية فيزيائية. وقم بوضع قواعد للمخططات التي حلت تماما مشكلة إعادة الإستنظام. مما لا شك فيه أن مقالة دايسون ومحاضراته عرضت نظرية فينمان للكهروديناميكا الكمية في شكل يمكن أن يفهمه الفيزيائيين الآخرين ويسر قبول المجتمع الفيزياء لأعمال فاينمان.
في العام نفسه، وفي عمل متصل، وضع دايسون سلسلة دايسون وهو العمل الذي ألهم جون وارد عمله المسمى الشهير متطابقة وارد.
عمل دايسون أيضا على مجموعة متنوعة من المواضيع في الرياضيات، مثل الطوبولوجيا والتحليل الرياضي ونظرية الأعداد والمصفوفات العشوائية والدراسات المناخية. كما شارك في الإشراف على من 1957 حتى 1961 على مشروع أوريون الذي اقترح إمكانية التحليق في الفضاء باستخدام الدفع بالنبض النووي. وقد بني النموذج الأولي باستخدام متفجرات تقليدية، ولكن المعاهدة التي كان يشارك في دعمها، حظرت تجارب الأسلحة النووية، وهو ما أدى إلى التخلي عن المشروع. في عام 1958 قاد فريق التصميم مفاعل تريغا النووي التجريبي، المستخدم في جميع أنحاء العالم في المستشفيات والجامعات لإنتاج النظائر المشعة.
وفي عام 1966 جاء العمل المهم بواسطة دايسون عندما، جنبا إلى جنب مع اندرو لينارد وبشكل مستقل عن إليوت ليب ووالتر ثيرنغ حيث أثبت بصرامة أن مبدأ الاستبعاد يلعب الدور الرئيسي في استقرار المادة.
وليس التنافر الكهرومغناطيسي بين الالكترونات والنواة.
حوالي عام 1979، عمل دايسون في معهد تحليل الطاقة.

## الأوسمة والجوائز
- زمالة الجمعية الملكية (انتخب في عام 1952).
- جائزة داني هينمان للفيزياء الرياضية في عام 1965. [30]
- ميدالية لورنتز في عام 1966.
- ميدالية ماكس بلانك في عام 1969.
- جائزة هارفي في عام 1977.
- جائزة لويس توماس للكتابة عن العلوم في عام 1996.
- جائزة انريكو فيرمي في عام 1993.
- جائزة تمبلتون للتقدم في الدين في عام 2000.

## روابط خارجية
- فريمان دايسون على موقع IMDb (الإنجليزية)
- فريمان دايسون على موقع الموسوعة البريطانية (الإنجليزية)
- فريمان دايسون على موقع ميوزك برينز (الإنجليزية)
- فريمان دايسون على موقع إن إن دي بي (الإنجليزية)
- فريمان دايسون على موقع قاعدة بيانات الفيلم (الإنجليزية)